# 정침
정침(丁綝, ? ~ ?)은 신나라 ~ 후한 초기의 군인으로, 자는 유춘(幼春)이며 영천군 정릉현(定陵縣) 사람이다.

## 생애
씩씩하고 용맹스러웠으며, 무략(武略)을 갖추고 있었다. 왕망 때 영양위(潁陽尉)를 지냈다.
유수는 영양을 공격하였으나 방비가 굳건해 무너뜨리지 못했는데, 정침의 설득을 받은 재(宰)가 항복한 덕에 입성할 수 있었고, 유수는 이를 기뻐하여 정침을 편장군(偏將軍)에 임명하고 종군케 하였다. 정침은 병사들을 이끌고 강을 건너고, 각지에 격문을 뿌리는 한편 둔영을 공략하여, 하남·진류·영천 등 21개 현을 정벌하였다.
한편 이 과정에서, 부성(父城)을 지키던 같은 군 사람 영천군연(郡掾) 풍이가 유수의 병사들에게 사로잡혔다. 정침은 자신과 함께 유수를 따르던 풍이의 종형 풍효(馮孝)·같은 군 사람 여안(呂晏)과 함께 풍이를 유수에게 추천하였다. 이후 풍이는 유수의 진영에 투항하였고, 이때부터 유수에게 중용되어 활약하게 되었다.
건무 원년(25년), 유수가 후한을 건국하고 황제에 즉위하였고(광무제), 이때 정침은 하남태수에 임명되었다. 이 즈음에 광무제는 공신들에게 그들이 원하는 대로 봉토를 하사하였는데, 모두가 풍요로운 땅을 골랐으나 정침은 고향 땅을 달라고 하였다. 누군가가 정침에게 그 이유를 물으니, 정침은 이렇게 대답하였다.
| “ | 예전에 손숙오는 자식에게 척박한 땅을 봉토로 받으라고 일렀습니다. 저는 능력이 하찮고 공적이 미미하니, 향정(鄕亭)을 얻는 것만으로도 분에 넘칩니다. | ” |

이 말을 들은 광무제는 정침을 정릉현 신안향후(新安鄕侯)에 봉하여 식읍 5천 호를 내렸고, 훗날 능양후(陵陽侯)로 옮겼다.
아들 정홍은 관직이 위위에 이르렀다.

### 참조주
1. ↑  《동관한기》에서는 정침이 유수를 따라 종군하여 강을 건넜다고 하였다.[2]
2. ↑  《동관한기》에서는 광무제가 공신들을 책봉할 때 각자 원하는 땅을 말하라고 명하면서, 정침에게 이렇게 물었다고 한다.[2][3]
| “ | 여러 장군들은 모두 현을 원하는데, 그대만이 향을 달라는 것은 무슨 까닭이오? | ” | 이에 대해 같은 책의 주석에는 《후한서》 권37의 내용을 언급하면서 해당 기록의 내용이 본서(동관한기)에서 언급한 내용과 서로 다르다고 하였다.[2]
3. ↑  《자치통감》 권45에서는 아들 정홍의 일화에 정침의 생전 최종 작위로 언급되었다. 단, 예전에 죽었었다고만 하였을 뿐, 정확한 사망 시기는 전혀 언급되지 않았다.[12][13][14] 한편 호삼성은 정침의 최종 봉읍이었던 능양현(陵陽縣)은 단양군에 속해 있었다고 주석을 달았다.[13][14]

### 내용주
1. 1 2 3 4 5 6 7 8 9 10 11 12  범엽, 《후한서》  권37 환영정홍열전.
2. 1 2 3 4 5 6 7 8 9 10 11 12  진종 外, 《동관한기》  사고전서본 권15. [범엽, 《후한서》 권17 풍잠가열전 이현주(李賢注)·구양순, 《예문유취》 권51·이방, 《태평어람》 권201에서 인용]
3. 1 2 3 4 5 6 7 8 9  오수평(吳樹平) 교주(校注) (2008년 11월). 《동관한기교주(東觀漢記校注)》. 중국사학기본전적총간(中國史學基本典籍叢刊) (중국어) 1판. 북경: 중화서국. 646-647쪽. ISBN 978-7-101-06294-6.
4. 1 2 3 4 5  호삼성, 《자치통감음주》  권40.
5. 1 2 3 4  엄연(嚴衍), 《자치통감보(資治通鑑補)》 권40 한기32 세조 광무황제 上(上) 건무 2년(병술, 26), 상주 사보루(思補樓) 교정인쇄본 《자치통감보》(25), 35/113.
6. 1 2 3 4  범엽, 《후한서》  권17 풍잠가열전.
7. 1 2  사마광, 《자치통감》  권39.
8. 1 2 3  호삼성, 《자치통감음주》  권39.
9. 1 2  엄연(嚴衍), 《자치통감보(資治通鑑補)》 권39 한기31 회양왕 경시 원년(계미, 23), 상주 사보루(思補樓) 교정인쇄본 《자치통감보》(24), 58/109.
10. 1 2 3 4  사마광, 《자치통감》  권40.
11. ↑  엄연(嚴衍), 《자치통감보(資治通鑑補)》 권40 한기32 세조 광무황제 上(上) 건무 원년(을유, 25), 상주 사보루(思補樓) 교정인쇄본 《자치통감보》(25), 8/113.
12. ↑  사마광, 《자치통감》  권45.
13. 1 2  호삼성, 《자치통감음주》  권45.
14. 1 2  엄연(嚴衍), 《자치통감보(資治通鑑補)》 권45 한기37 현종 효명황제 下 영평 10년(정묘, 67), 상주 사보루(思補樓) 교정인쇄본 《자치통감보》(28), 18/105.